# Nedre Tatra Nationalpark
Nedre Tatra Nationalpark (slovakisk: Národný park Nízke Tatry) er en nationalpark i det centrale Slovakiet mellem Váh- og Hron-floddalene. Parken og dens bufferzone dækker hele bjergkæden Nedre Tatra. Nationalparken har et areal på 728 km² og dens bufferzone dækker et område på 1.102 km², hvilket gør det til den største nationalpark i Slovakiet .
Det er opdelt mellem Banská Bystrica-regionen (Banská Bystrica og Brezno- distrikterne), Žilina-regionen (Ružomberok og Liptovský Mikuláš- distrikterne) og Prešov-regionen (Poprad-distriktet). Den højeste top er Ďumbier (2.043 moh.). Fire større slovakiske floder har deres udspring omkring bjerget Kráľova hoľa: Váh, Hron, Hnilec og Hornád .

## Historie
Beskyttelsen af områderne i NedreTatra startede så småt i 1918-1921 og lige efter anden verdenskrig. I 1963 blev der fremsat et forslag om oprettelse af Nedre Tatra Nationalpark under navnet Centrale Slovakiske Nationalpark. I perioden mellem 1965 og 1966, lige før færdiggørelsen af det sidste forslag, blev der foreslået et udkast til en Nationalpark Ďumbier. Målet med dette udkast var at inkludere den nordlige og sydlige del af det lave område af de lave Tatraer. Fra 1967 til 1968 blev udkastet omformuleret med det mål at etablere nationalparken på 25-årsdagen for det slovakiske nationale oprør. Men det tog yderligere 10 år at overvinde forskellige hindringer, der forhindrede etableringen af nationalparken. I 1978 blev nationalparken oprettet med Den Slovakiske Socialistiske Republiks forordning 119/1978. Nationalparkens område blev sat til 81.095 hektar og dens beskyttelseszone til 123.990 ha. Nationalparkens status blev offentliggjort samme år af Kulturministeriet i Den Slovakiske Socialistiske Republik i forordningen 120/1978. Denne forordning fastlægger betingelserne for beskyttelse af bestemte områder.
Parkens grænser og beskyttelseszoner blev revideret den 17. juni 1997 ved forordning nr. 182/1997 fra den slovakiske regering. Nationalparkens reviderede areal målte 72.842 ha, hvilket er 8.253 ha mindre end det oprindelige område. Det reviderede område af beskyttelseszonerne blev justeret til 110.162 ha, hvilket er 13.828 ha mindre end det område, der blev fastsat i 1978. 

## Turisme
Parken har fremragende betingelser for mange sportsaktiviteter med flere resorts/turiststeder. Følgende huler er åbne for offentligheden. Demänovská jaskyňa Slobody (Demänovská Frihedsgrotten), Demänovská ľadová jaskyňa (Demänovská Isgrotten), Bystrágrotten, Važeckágrotten og De døde flagermus grotte .

## Beskyttede områder
I øjeblikket er følgende beskyttede områder etableret i området af parken eller dens bufferzone, der dækker 98,89 km²: 
- 10 nationale naturreservater
- 10 naturreservater inklusive Horné lazy
- 5 nationale naturmonumenter
- 6 naturmonumenter
- 1 beskyttet sted